# Al-Malakia FC
Al-Malakia FC es un equipo de fútbol de Sudán del Sur que milita en el Campeonato de fútbol de Sudán del Sur, el torneo de fútbol más importante del país.

## Historia
Fue fundado en la capital Juba y es uno de los equipos fundadores del Campeonato de fútbol de Sudán del Sur, aunque todavía no han sido campeones de la máxima categoría. Su primer logro importante hasta el momento ha sido ganar el título de copa en el año 2013.
A nivel internacional han participado en dos torneo continentales, en donde no han podido superar la ronda preliminar.

## Palmarés
- Campeonato de fútbol de Sudán del Sur: 1

2014
- Copa Nacional de Sudán del Sur: 2

2013, 2014

## Participación en competiciones de la CAF
| Temporada | Torneo                       | Ronda      | Club             | Casa | Visita | Global |
| --------- | ---------------------------- | ---------- | ---------------- | ---- | ------ | ------ |
| 2014      | Copa Confederación de la CAF | Preliminar | CARA Brazzaville | 0-1  | 1-4    | 1-5    |
| 2015      | Liga de Campeones de la CAF  | Preliminar | Kano Pillars     | 0-2  | 0-3    | 0-5    |